# Sin THE MOVIE
『sin THE MOVIE』（シン ザ・ムービー）は、PC用ゲーム『sin』を原作としたOVA。2000年にアメリカ、次いで2001年に日本で発売。キャッチコピーは「神は人を創り、人は悪魔を造った」。なお、タイトルは「Sin THE MOVIE」「SIN THE MOVIE」と表記される場合がある。

## ストーリー
西暦2070年。ニューヨークは退廃の中にあり、既存の警察では街に蔓延する犯罪を取り締まることは不可能になっていた。そこで、ニューヨーク市当局は既存の警察に代わって犯罪を取り締まるため、私設警察機構ハードコープの創設を認めた。
ハードコープの優秀な警察官であるジョン・ブレードは、街を騒がせている連続少女誘拐事件の犯人を追跡していた。しかし、その最中に犯人と思われるミュータントに取り付かれた相棒のアーマックを射殺してしまう。
後日、ブレードの許に宇宙軍のクリスティーナが事件の調査のため訪れる。彼女はアーマックの妹であり、兄を殺したブレードのことを憎んでいた。クリスティーナは事件の被害者となった少女エリスから事情を聞き出そうとするが、エリスは事件のショックから何も話そうとしなかった。
そんな中、ミュータントを発見したブレードたちは街中へと向かうが、その隙を突かれ、ハードコープはマフィアのマンシーニに襲撃されエリスが連れ去られてしまう。現場に残されたミュータントの死体を調査した結果、ミュータントは遺伝子操作によって生み出された生体兵器であることが判明する。そして、その背後には政府・軍に影響力を持つシンテック産業の総帥エレクシス・シンクレアがいることも判明した。エリスを助け出すため、ブレードとクリスティーナはシンテック産業の本部ビルに向かう。

## 登場人物
ジョン・ブレード
ハードコープ第17分署の署長。階級は大佐。
8年前に父チャーリーと共にマンシーニの襲撃を受け瀕死の重傷を負い、全身をサイボーグ化して生き延びる。しかし、そのために父を喪ったことから、仇であるマンシーニを追っている。
感情を表に出すことは少ないが、アーマックやティムの死に涙を流したり、落ち込むクリスティーナを慰めるなど、根は優しい性格のため部下からは慕われている。
一連の連続少女誘拐事件に絡むエレクシスの陰謀を知り、シンテック産業に乗り込む。
ジェイミー・クリスティーナ・アーマック
宇宙軍情報部の分析班主任。階級は中尉。アーマックの妹。連続少女誘拐事件にシンテック産業が関わっていることを察知し、ブレードの許に調査に訪れる。
兄を殺したブレードを憎んでいたが、マンシーニ襲撃の折、ティムを人質に取られた際にブレードが兄を殺した真意を悟り、彼と和解し共にシンテック産業に乗り込む。
エレクシス・シンクレア
シンテック産業の総帥。父は遺伝子工学の権威だったセラル・シンクレア博士。
自分から両親を奪った社会への復讐のため闇社会で暗躍し、遺伝子操作したミュータントを生体兵器として社会に解き放つ。生体兵器の完成に必要なキーであるエリスを狙っている。また、その事実を探っていたチャーリーをマンシーニと共に殺害する。
本部ビルに乗り込んだブレードとクリスティーナを父のミュータントを使って殺そうとするが、ブレードによってミュータントを暴走させられ、暴走に巻き込まれて社外に放り出されてしまう。そのまま死亡したと思われたが、『sin』の続編『sin Episodes: Emergence』で生存していたことが判明する。
ヴィンセント・”ラッキー”・マンシーニ
ニューヨークの五大ファミリーを束ねるイタリアン・マフィアのドン。エレクシスと組み闇社会を支配しており、それを阻止しようとしたチャーリーを殺害する。エリスを手に入れたいエレクシスによって遺伝子操作され、ミュータントにされる。
ハードコープ第17分署を襲撃しエリスを連れ去り、シンテック産業本部ビルでブレードを襲い圧倒するが、隙を突かれ倒される。
エリス・マリー・スチュアート
ミュータントに連れ去られた少女。ミュータントの細胞活性化に必要なキーでもある。
両親を殺されたショックから心を閉ざしていたが、ブレードの優しさに触れて心を開く。マンシーニに連れ去られエレクシスによって生体実験を施されそうになるが、ブレードとクリスティーナに助け出される。
ロレンツォ・ヴィテロ
かつてニューヨーク一帯を支配していたイタリアン・マフィアのドン。マンシーニの台頭により引退に追い込まれる。
エレクシスとマンシーニの陰謀を阻止するため、チャーリーとは協力関係にあった。連続少女誘拐事件にエレクシスが関わっていることを察知し、深入りしようとするブレードに注意を呼び掛ける。
シンテック産業に乗り込もうとするブレードに、対ミュータント用の武器を渡す。
チャールズ・ブレード
ブレードの父。ハードコープの警察官。通称「チャーリー」。
ロレンツォと組みマンシーニとエレクシスを追い詰めるが、ブレードと共に二人に襲撃され死亡。
セラル・シンクレア
エレクシスの父。ノーベル賞を受賞した遺伝子工学の権威だが、その成功を妬む同僚によって学会を追放される。
追放後はエレクシスと共に研究を続けたが、研究の成果が生む利権を横取りしようとする元同僚たちによって妻を殺され、自身の研究に絶望し自殺する。死体はエレクシスによってミュータントに改造された。
エリスを取り込んで完全体になろうとするが、ブレードによって倒される。

## キャスト
- ジョン・ブレード - 石井康嗣
- ジェイミー・クリスティーナ・アーマック - 井上喜久子
- エレクシス・シンクレア - 山像かおり
- ヴィンセント・”ラッキー”・マンシーニ - 大塚明夫
- ドクター・ダニエル - 大木民夫
- ティム - 三木眞一郎
- ケイトリン・パルマー - 勝生真沙子
- ジョン・クリストファー・アーマック - 石丸博也
- エリス・マリー・スチュアート - 川澄綾子
- ロレンツォ・ヴィテロ - 柴田秀勝
- ティナ - 山口由里子
- フレデリック - 室園丈裕
- ダグラス・ハードコープ総監 - 池田勝
- レポーター - 原沢勝宏
- 隊員 - 丸山純路、山本尚弘

## スタッフ
- 原作 - Ritual Entertainment,Inc.
- プロデューサー - 山木泰人、Andrew Orjuela
- 製作総指揮 - John Ledford、岩上透
- 監督 - 浦田保則
- 脚本 - 金子良馬、伊達憲星
- ビジュアル・コンセプト・スーパーバイザー、コンピューター・グラフィックス - 小林誠
- キャラクター原案、モンスター・デザイン、レイアウト作画監督 - 金剛寺弾
- アニメーション・キャラクター作画監督 - 山沢実
- メカニック・美術デザイン - 小林誠
- メカニック作画監督 - 吉田徹、森下浩光
- 絵コンテ - 金剛寺弾、伊達憲星、守岡英行
- 演出 - 静野孔文
- 美術監督、美術設定 - 岩瀬栄治
- 色彩設定 - 脇喜代子
- 撮影監督 - 丸山安俊
- 編集 - 西山茂
- 編集助手 - 須田修
- 音響監督 - 吉田知弘
- 効果 - 倉橋静男
- 録音 - 名倉靖
- 録音助手 - 亀本美佳
- 作曲、編曲、指揮 - 天野正道
- 演奏 - ワルシャワ・フィルハーモニック・オーケストラ
- アニメーション制作 - フェニックス・エンタテインメント
- 製作 - A.D.Vision,Inc.